# Kataoka Nizaemon
Kataoka Nizaemon (片岡 仁左衛門) est un nom de scène employé par des acteurs du théâtre kabuki, tradition inaugurée par Fujikawa Isaburo (frère cadet de l'acteur Toyoshima Harunojo), qui adopte le nom.

## Lignée
- Kataoka Nizaemon I (1656-1715) : élève de Yamashita Hanzaemon.
- Kataoka Nizaemon II : fils de Kataoka Nizaemon I. Se produit d'abord sous le nom Kataoka Chōtayū I.
- Kataoka Nizaemon III : gendre de Kataoka Nizaemon I. Élève de Fujikawa Buzaemon I.
- Kataoka Nizaemon IV (-1758) : fils adopté de Kataoka Nizaemon III. se produit auparavant comme représentant de la lignée Fujikawa.
- Kataoka Nizaemon V : fils adopté de Kataoka Nizaemon IV, il joue également sous le nom Fujikawa Hanzaburō III.
- Kataoka Nizaemon VI (1731-1789) : relation à ses prédécesseurs inconnue.
- Kataoka Nizaemon VII (1755-1837) : frère cadet d'Asao Kunigorō I. D'abord élève de Nakamura Jūzō II puis d'Asao Tamejūrō I.
- Kataoka Nizaemon VIII (1810-1863) : fils adopté de Kataoka Nizaemon VII. D'abord fils adopté puis élève d'Ichikawa Danjūrō VII. Cette adoption est dissoute. Il devient alors élève d'Arashi Rikan II. Se produit sous le nom Kataoka Gadō I avant d'adopter le nom Kataoka Nizaemon VIII.
- Kataoka Nizaemon IX (1839-1872) : fils adopté de Kataoka Nizaemon VIII. D'abord élève de Mimasu Daigorō IV, puis de Kataoka Gadō II.
- Kataoka Nizaemon X (1851-1895) : troisième fils de Kataoka Nizaemon VIII.
- Kataoka Nizaemon XI (1858-1934) : quatrième fils de Kataoka Nizaemon VIII.
- Kataoka Nizaemon XII (1882-1946) : petit-fils de Kataoka Nizaemon VIII par une fille et fils adopté de Kataoka Nizaemon X; se produit aussi sous les noms Kataoka Tsuchinosuke II et Kataoka Gadou IV.
- Kataoka Nizaemon XIII (1903-1994) : officiellement désigné comme fils ainé mais en réalité fils adopté de Kataoka Nizaemon XI. Son véritable père est Yasuda Zenzaburō, du zaibatsu Yasuda.
- Kataoka Nizaemon XIV (1910-1993) : fils ainé de Kataoka Nizaemon XII.
- Kataoka Nizaemon XV (1944-) : troisième fils de Kataoka Nizaemon XIII.

## Source de la traduction
- (en) Cet article est partiellement ou en totalité issu de l’article de Wikipédia en anglais intitulé « Kataoka Nizaemon » (voir la liste des auteurs).